# Matak
Isla de Matak (en indonesio: Pulau Matak) es una isla que forma parte del archipiélago de las Anambas al noroeste del país asiático de Indonesia, justo en el Mar de la China Meridional entre la península de Malaca y la isla de Borneo. La isla es una base para las compañías petroleras, incluyendo Conoco Phillips, Premier Oil y Energy Star. El Aeropuerto de Matak funciona en la isla (MWK / WIOM).